# Вилмош Кондор
Вилмош Кондор (на унгарски: Vilmos Kondor) е унгарски писател, първият му роман „Budapest noir“ е публикуван през 2008 година.

## Биография
Вилмош Кондор е роден пред 1954 г. в Унгария. Първоначално следва в Сегед, впоследствие обаче продължава образованието си в Париж. Получава диплома за инженер-химик в Сорбоната, след това се връща в Унгария. Понастоящем преподава математика и физика в гимназия в Западна Унгария. Със съпругата, дъщерите си и кучето си живеят в малко селце близо до Шопрон. Кондор избягва публичността, рядко дава интервюта, и то само през имейл, поради което в няколко форума се поставя въпросът дали изобщо съществува такъв човек.
Кондор отдавна се занимава с писане, има три романа, писани преди „Budapest noir“, но не желае да ги издава. Най-много го впечатляват произведенията на Джим Томпсън, Чарлз Уилфорд и Дашиъл Хамет. В творбите си акцентира върху елементите, пресъздаващи конкретна атмосфера, върху достоверното възпроизвеждане на различните сцени, използването на действителни личности. Този стремеж към описание на епохата е равнозначен при Кондор на заплетения сюжет.
На български език са издадени два от романите му: „Budapest noir“ и „Престъпна Будапеща“ (изд. „Летера“, превод: Юлия Крумова).

## Произведения

### Серия „Престъпна Будапеща“
Криминална поредица, чието главно лице е криминалният репортер Гордон Жигмонд, който между 1936 и 1956 г. документира престъпния живот в столицата и страната, неведнъж сам раздавайки правосъдие вместо жертвите.
1. Budapest noir (2008)
Budapest noir, изд.: „Летера“, София (2014), прев. Юлия Крумова
2. Bűnös Budapest (2009)
Престъпна Будапеща, изд.: „Летера“, София (2016), прев. Юлия Крумова
3. A budapesti kém, Шпионинът от Будапеща (2010)
4. Budapest romokban, Будапеща в развалини (2011)
5. Budapest novemberben, Будапеща през ноември (2012)
6. Szélhámos Budapest (2016)
7. A budapesti gengszter (2019)

### Серия „Светата корона“ (A Szent Korona)
1. A másik szárnysegéd (2013)
2. A koronaőr második tévedése (2014)
3. A korona ügynöke (2018)